# Gekko hokouensis
Gekko hokouensis — вид ящірок родини Геконові (Gekkonidae).

## Поширення
Цей вид зустрічається на сході Китаю, на Тайвані та японських островах Нансей.

## Опис
Тіло завдовжки 10-13 см. Забарвлення тіла коричневого або сірого кольору.

## Спосіб життя
Це нічний, лісовий вид, але може зустрічатись неподалік людських будівель. Живиться комахами та іншими членистоногими, може поїдати яйця та дрібних плазунів.